# Liste der Kulturdenkmäler in Riol
In der Liste der Kulturdenkmäler in Riol sind alle Kulturdenkmäler der rheinland-pfälzischen Ortsgemeinde Riol aufgeführt. Grundlage ist die Denkmalliste des Landes Rheinland-Pfalz (Stand: 8. Februar 2023).

## Denkmalzonen
| Bezeichnung          | Lage                                                                                  | Baujahr                 | Beschreibung | Bild            |
| -------------------- | ------------------------------------------------------------------------------------- | ----------------------- | --- | --------------- |
| Denkmalzone Ortskern | Hauptstraße 11–29 (ungerade Nummern), Peter-von-Aspelt-Straße 1–9 (alle Nummern) Lage | 18. und 19. Jahrhundert | Ausschnitt aus dem Ortskern um den Straßenzug Hauptstraße und Peter-von-Aspelt-Straße mit Quereinhausern, Gasthaus und Pfarrhaus aus dem 19. Jahrhundert, im Kern teilweise barock; kennzeichnendes Straßenbild | Fotos hochladen |

## Einzeldenkmäler
| Bezeichnung                        | Lage                                        | Baujahr                            | Beschreibung | Bild                           |
| ---------------------------------- | ------------------------------------------- | ---------------------------------- | --- | ------------------------------ |
| Quereinhaus                        | Hauptstraße 11 Lage                         | 1840                               | Quereinhaus, bezeichnet 1840 | BW                             |
| Hofanlage                          | Hauptstraße 15 Lage                         | 1827                               | Streckhof, bezeichnet 1827 | Fotos hochladen                |
| Quereinhaus                        | Hauptstraße 24 Lage                         | 1826                               | stattliches Quereinhaus, bezeichnet 1826 | Fotos hochladen                |
| Quereinhaus                        | Moselstraße 7 Lage                          | 1880                               | Quereinhaus, bezeichnet 1880 | BW                             |
| Katholische Pfarrkirche St. Martin | Peter-von-Aspelt-Straße Lage                | 1764                               | barocker Saalbau, 1764, Westturm romanisch, Chor spätgotisch, neubarocke Erweiterung von 1923; ortsbildprägend; zugehörig Kirch- und Friedhof (an der Sakristei Grabkreuze) und die großräumige Umgebung der Kirche mit Weinbergen, eingefasst von der verlängerteten Peter-von-Aspelt-Straße | weitere Bilder Fotos hochladen |
| Wegekreuz                          | Peter-von-Aspelt-Straße, bei Nr. 9 Lage     | zweite Hälfte des 17. Jahrhunderts | Balkenkreuz, zweite Hälfte des 17. Jahrhunderts | Fotos hochladen                |
| Hofanlage                          | Pfarrer-Mergen-Straße 3 Lage                | 1711                               | barocke Hofanlage, bezeichnet 1711 | Fotos hochladen                |
| Bildstock                          | Pfarrer-Mergen-Straße, Ecke Burgstraße Lage | 1747                               | Kreuzigungsbildstock, bezeichnet 1747 | Fotos hochladen                |
| Skulptur                           | nordöstlich des Ortes am Moselufer Lage     | Anfang des 18. Jahrhunderts        | Skulptur des heiligen Franziskus, Anfang des 18. Jahrhunderts | Fotos hochladen                |